# Muttonheads
Jérôme Tissot (Chambéry, Francia, 3 de mayo de 1976), más conocido por su pseudónimo Muttonheads, es un DJ y productor musical francés, fundador del "French Touch", un género de música electrónica que mezcla elementos del French house con música funk e Italo disco.

## Biografía
Jérôme Tissot nació el 3 de mayo de 1976 en la ciudad de Chambéry, en la región francesa de Ródano-Alpes, aunque pasó toda su infancia en la localidad de Barberaz, Saboya. A principios de los noventa se muda a París, produciendo ocoh pistas de audio de chiptunes con su Commodore Amiga 500. Debutó por primera vez en "Le Divan du Monde" el 23 de mayo de 2001 lanzando tres años después su primer EP, titulado "To You". Sus otros dos EPs le catapultaron a la fama, convirtiéndose en una de las promesas del French house.
Junto con Mathieu Bouthier y Demon Ritchie fundan Serial Crew, un grupo de música que tomó el nombre del sello discográfico al que pertenecían los tres músicos: Serial Records. En 2006 crea su canal de podcasting, empezando a subir su música a Internet. También comienza a trabajar para las radios por Internet, especialmente con NRJ. Continuó durante varios años haciendo remixes de artistas como Daft Punk, Avicii, Moby, Eric Prydz, Joachim Garraud... y colaborando con otros artistas como Hard Rock Sofa.
En la actualidad, Muttonheads ha fundado su propia discográfica, llamada Partouze Records, y ha lanzado su primer álbum, titulado "Demomaker", el cual salió a la venta el 10 de julio de 2015,que incluye la canción "Can You Hear The Night", muy usada por el youtuber DjMaRiiO en sus streamings y videos de FIFA.

## Discografía

### Álbumes
- Demomaker (2015)

### EP
- To You (2004)
- Smashing Music (2012)
- I'll Be There (2013)

### Sencillos
| Año  | Canción                                                          | Clasificación en las listas | Clasificación en las listas | Clasificación en las listas | Clasificación en las listas | Álbum |
| Año  | Canción                                                          | FR                          | BEL (Wa)                    | BEL (Wa)                    | SUI                         | Álbum |
| ---- | ---------------------------------------------------------------- | --------------------------- | --------------------------- | --------------------------- | --------------------------- | ----- |
| 2007 | "Make Your Own Kind of Music" (Muttonheads vs. Mathieu Bouthier) | 44                          | –                           | –                           | –                           |       |
| 2011 | "Trust You Again" (feat. Eden Martin)                            | 20                          | –                           | 8                           | –                           |       |
| 2013 | "Snow White (Alive)" (feat. Eden Martin)                         | 16                          | –                           | 8                           | 44                          |       |